# Lin Beifong
Lin Beifong là một nhân vật trong loạt phim hoạt hình Mỹ The Legend of Korra, được lồng tiếng bởi Mindy Sterling.
Bà là con gái của Toph Beifong – ngự thổ sư huyền thoại và là người sáng tạo ra ngự kim thuật. Lin giữ chức Tư lệnh Cảnh sát Thành phố Cộng Hòa và là một trong những ngự kim sư tài giỏi nhất thế giới.

## Tiểu sử
Lin Beifong kế thừa tinh thần công lý mạnh mẽ từ mẹ mình, Toph. Bà phụ trách lực lượng Cảnh sát Thành phố Cộng Hòa, lực lượng do chính Toph sáng lập. Lin là người nghiêm khắc, kỷ luật và rất tận tụy với công việc.
Trong phần đầu của loạt phim, Lin ban đầu hoài nghi Korra và phản đối sự can thiệp của cô vào các hoạt động cảnh sát, nhưng sau đó trở thành một đồng minh đáng tin cậy. Bà không ngần ngại hy sinh vì thành phố, từng mất năng lực ngự thuật tạm thời trong trận chiến chống Hội Bình Đẳng.
Trong các phần tiếp theo, Lin tiếp tục sát cánh cùng nhóm của Korra trong nhiều cuộc khủng hoảng, từ việc đối đầu với Hội Hồng Liên cho đến chống lại Kuvira. Bà cũng phải đối mặt với những xung đột cá nhân, đặc biệt là mối quan hệ căng thẳng với em gái cùng mẹ khác cha – Suyin Beifong, lãnh đạo thành phố Zaofu.

## Tính cách và đón nhận
Lin Beifong được yêu mến vì sự cứng rắn, trung thực và tinh thần trách nhiệm cao. Bà là hình mẫu người phụ nữ mạnh mẽ, độc lập và kiên định. Nhiều nhà phê bình đánh giá cao cách xây dựng nhân vật Lin – một chiến binh dày dạn kinh nghiệm nhưng vẫn mang chiều sâu cảm xúc và có những tổn thương nội tâm.

## Xuất hiện khác
Lin tiếp tục xuất hiện trong các phần truyện tranh hậu truyện của The Legend of Korra, hỗ trợ Korra và các đồng minh trong việc giữ gìn trật tự sau chiến tranh.